# Chernes amoenus
Espèce
Synonymes
- Hesperochernes amoenus Hoff, 1963

Chernes amoenus est une espèce de pseudoscorpions de la famille des Chernetidae.

## Distribution
Cette espèce est endémique des États-Unis. Elle se rencontre au Dakota du Sud dans les comtés de Pennington et de Custer dans les Black Hills et au Michigan.

## Description
Les mâles mesurent de 2,2 à 2,35 mm et les femelles de 2,65 à 3,05 mm.

## Publication originale
- Hoff, 1963 : Pseudoscorpions from the Black Hills of South Dakota. American Museum Novitates, vol. 2134, p. 1-10 (texte intégral).